# Анаксимен Лампсакски
Анаксимен Лампсакски (на старогръцки: Ἀναξιμένης, Anaximenes, ок. 380 – 320 пр.н.е.) е древногръцки ретор и историк през 4 век пр.н.е.
Анаксимен е син на Аристоклес от древния гръцки град Лампсакос (днес Лампсак). Той следва при киниците Диоген Синопски и Зоил и е противник на Теопомп от Хиос. Вероятно участва в похода на македонския цар Александър Велики против Персия.
Анаксимен е отличен оратор. Той пише обвинителни речи и речи като учебници. Той е вероятно автор на голяма част от учебника Rhetorica ad Alexandrum. Пише множество исторически произведения: една гръцка история (Hellenika) в 12 книги до 362 пр.н.е., една история за бащата на Александър Филип II Македонски (Philippika) в 8 книги и едно произведение за Александър. От историческите книги са запазени само няколко фрагмента.  Анаксимен представил Александър в много позитивна светлина. В Александрия той е приет в Канона на десетте най-прочути гръцки историци.

## Издания
- Manfred Fuhrmann: Anaximenis Ars rhetorica quae vulgo fertur Aristotelis Ad Alexandrum. Teubner, Leipzig 1966. 2. Auflage Saur, München 2000, ISBN 3-598-71983-3
- Mary Frances Williams: Anaximenes of Lampsakos (72). Brill’s New Jacoby